# 陈予恕
陈予恕（1931年3月29日—），山东肥城人，中国工程力学专家，天津大学教授，工程院院士。

## 经历
1956毕业于天津大学，留校工作。
2005年当选中国工程院院士。